# Mediatriz

Construcción animada de la mediatriz de un segmento con regla y compás

La mediatriz de un segmento es la línea recta perpendicular a dicho segmento trazada por el punto medio. Equivalentemente se puede definir como el lugar geométrico — la recta — cuyos puntos son equidistantes a los extremos del segmento.  

## Descripción

La recta r es la mediatriz del segmento AB. Cualquier punto (P) de ella, equidista de los extremos del segmento A y B (AP = BP).

En efecto, sea {\displaystyle AB} el segmento que sea, determinado por los puntos {\displaystyle A} y {\displaystyle B}. Sea {\displaystyle M} el punto medio del segmento y {\displaystyle r} la recta perpendicular al segmento por dicho punto. Sea {\displaystyle P} un punto sobre la recta {\displaystyle r}. En la simetría axial respecto de la recta {\displaystyle r}, el punto {\displaystyle P} es invariante y los puntos {\displaystyle A} y {\displaystyle B} son uno el simétrico del otro. Por tanto, en esta simetría, el segmento {\displaystyle AP} se transforma en el segmento {\displaystyle BP}, ambos segmentos son congruentes y el punto {\displaystyle P} equidista de los puntos {\displaystyle A} y {\displaystyle B}. En consecuencia, todo punto que se encuentre sobre la recta {\displaystyle r} pertenece a la mediatriz del segmento en cuestión.
Recíprocamente, sea {\displaystyle AB} un segmento y sea {\displaystyle P} un punto que equidista de {\displaystyle A} y de {\displaystyle B}, esto es que los segmentos {\displaystyle AP} y {\displaystyle BP} son iguales. Consideremos la bisectriz {\displaystyle R} del ángulo {\displaystyle APB} y sea {\displaystyle M} la intersección de dicha bisectriz con el segmento {\displaystyle AB}.
Por construcción, los ángulos {\displaystyle APM} y {\displaystyle BPM} son iguales y en la simetría axial respecto de la recta {\displaystyle r} se transforman uno en el otro. Como los segmentos {\displaystyle PA} y {\displaystyle PB} son iguales, en esta simetría, los puntos {\displaystyle A} y {\displaystyle B} son uno la imagen del otro. Concluimos que el punto {\displaystyle M} es punto medio del segmento {\displaystyle AB} y que dicho segmento es perpendicular a la recta {\displaystyle r}.
Mediatriz dados dos puntos
Si se conocen dos puntos en el sistema de coordenadas cartesianas, una forma sencilla de calcular la recta llamada mediatriz es:
Para obtener la ecuación de la mediatriz de un segmento conocidos sus dos extremos, (o solo dos puntos cualesquiera) se procede de la siguiente manera:
           Con las coordenadas de primer punto ( x , y ) realiza las operaciones
·        Doble y cambia de signo de cada coordenada con su respectiva variable (o viceversa).
·        Luego suma los cuadrados de ambas coordenadas.
·        Repite el proceso en el segundo miembro con las coordenadas del otro punto         
La mediatriz es la recta que esta a igual distancia de dos puntos.

## Construcción gráfica de la mediatriz
Para trazar la mediatriz de un segmento dado AB, se trazarán dos arcos de igual radio arbitrario (siempre mayores que la mitad de la longitud del segmento) con centros en los extremos del segmento. Los dos arcos se cortarán en dos puntos C y D que pertenecen a la mediatriz, puesto que cumplen la condición de equidistar de los extremos del segmento.

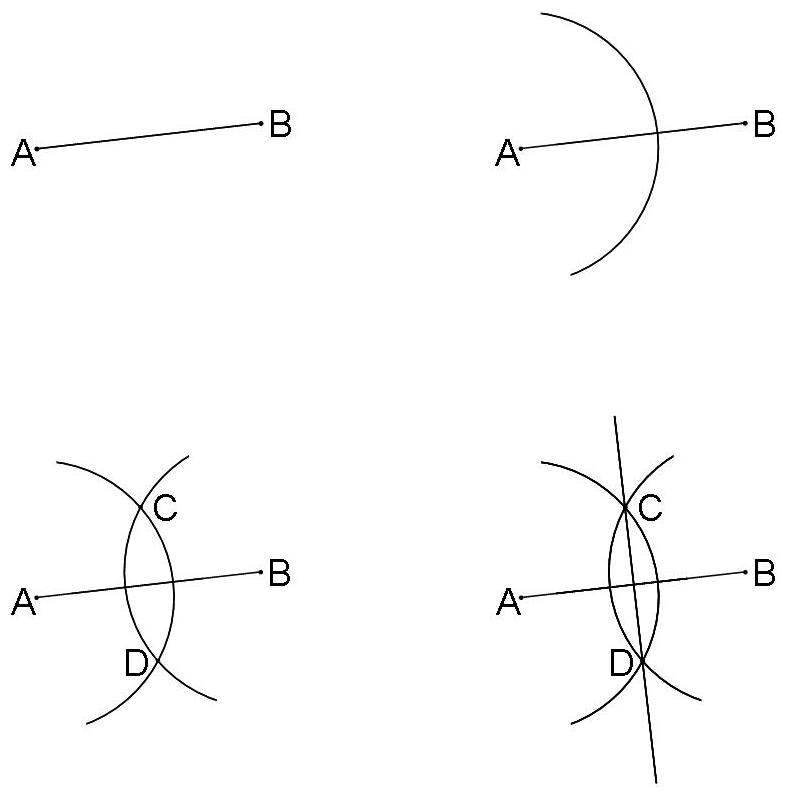
Construcción gráfica de la mediatriz con regla y compás.

## Aplicaciones en geometría

La mediatriz de una cuerda pasa por el centro de la circunferencia.

Las mediatrices de un polígono cíclico son las mediatrices de sus lados, es decir, las perpendiculares a los lados que pasan por sus puntos medios. Estas se cortan en un punto que se denomina circuncentro, el cual es el centro de la circunferencia que pasa por los vértices del polígono, es decir, de la circunferencia circunscrita al polígono.
Esto se debe a que la mediatriz de una cuerda dada en cualquier circunferencia pasa necesariamente por el centro de la misma. Aplicando las mediatrices a los lados del polígono cíclico como si de cuerdas de circunferencia se tratara, obtenemos que las intersecciones de las mismas constituyen el centro de la circunferencia que contiene todas ellas y por tanto, la circunferencia circunscrita.
No todos los polígonos simples convexos son polígonos cíclicos, entre los polígonos cíclicos se encuentran todos los triángulos, los cuadriláteros cíclicos y todos los polígonos regulares simples.

### Circuncentro
Por la propiedad antes mencionada, en todo triángulo ABC las mediatrices de sus tres lados concurren en un mismo punto, llamado el circuncentro (O) del triángulo. Dicho punto equidista de los vértices del triángulo. La circunferencia de centro O y de radio OA, pasa por los otros dos vértices del triángulo. Se dice que dicha circunferencia es circunscrita al triángulo y que el triángulo está inscrito en la circunferencia.

De izquierda a derecha, el circuncentro de un triángulo rectángulo, obtusángulo y acutángulo.